# Taras Prociuk
Taras Prociuk, ukr. Тарас Процюк (ur. 18 stycznia 1968 w Iwano-Frankiwsku, zm. 8 kwietnia 2003 w Bagdadzie) – ukraiński dziennikarz, operator kamery Agencji „Reuters”. 
Od 1995 mieszkał w Polsce. Tutaj także miał rodzinę – żonę i dzieci. Zginął w czasie pracy w momencie, gdy Hotel Palestyna w Bagdadzie został ostrzelany przez wojska amerykańskie. Wcześniej pracował między innymi w Pakistanie i Afganistanie.
Pamięci Tarasa jego przyjaciele – dziennikarze: Jan Mikruta i Przemysław Marzec poświęcili książkę pt. Bagdad. 67 dni, opisującą ich pracę w ogarniętym wojną mieście.